# Dida cidaria
Dida cidaria là một loài bướm đêm trong họ Noctuidae.